# Ay, ay, waar blijft Maria
Ay, ay, waar blijft Maria is een single van Jack de Nijs, beter bekend onder zijn latere artiestennaam Jack Jersey. De single kwam in Nederland en België uit, maar bereikte alleen de Nederlandse hitlijsten.
De tekst werd geschreven door Henk Taal en de muziek is afkomstig van het lied Cielito lindo uit 1882 van Quirino Mendoza y Cortés (1862-1957). Het arrangement kwam van De Nijs. Op de B-kant stond het nummer Bella Lucia en er zijn ook persingen bekend met Elisa op de B-kant. Deze beide nummers werden door De Nijs geschreven. Van deze drie nummers verscheen alleen Bella Lucia op zijn elpee Jack de Nijs zingt Sofia Loren (1970).

## Hitnoteringen
| Ay, ay, waar blijft Maria in de Nederlandse Top 40 van 8-1-1972 t/m 29-1-1972 | Ay, ay, waar blijft Maria in de Nederlandse Top 40 van 8-1-1972 t/m 29-1-1972 | Ay, ay, waar blijft Maria in de Nederlandse Top 40 van 8-1-1972 t/m 29-1-1972 | Ay, ay, waar blijft Maria in de Nederlandse Top 40 van 8-1-1972 t/m 29-1-1972 | Ay, ay, waar blijft Maria in de Nederlandse Top 40 van 8-1-1972 t/m 29-1-1972 | Ay, ay, waar blijft Maria in de Nederlandse Top 40 van 8-1-1972 t/m 29-1-1972 |
| Week                                                                          | 1                                                                             | 2                                                                             | 3                                                                             | 4                                                                             |                                                                               |
| ----------------------------------------------------------------------------- | ----------------------------------------------------------------------------- | ----------------------------------------------------------------------------- | ----------------------------------------------------------------------------- | ----------------------------------------------------------------------------- | ----------------------------------------------------------------------------- |
| Positie                                                                       | 37                                                                            | 25                                                                            | 28                                                                            | 28                                                                            | uit                                                                           |

| Ay, ay, waar blijft Maria in de Daverende Dertig van 22-1-1972 | Ay, ay, waar blijft Maria in de Daverende Dertig van 22-1-1972 | Ay, ay, waar blijft Maria in de Daverende Dertig van 22-1-1972 |
| Week                                                           | 1                                                              |                                                                |
| -------------------------------------------------------------- | -------------------------------------------------------------- | -------------------------------------------------------------- |
| Positie                                                        | 28                                                             | uit                                                            |